# بولي أيالا
بولي أيالا (بالإنجليزية: Paulie Ayala)‏ مواليد 22 أبريل 1970 في فورت وورث، الولايات المتحدة، هو ملاكم أمريكي يصنف ضمن فئة وزن الريشة.

## إحصائيات
خاض خلال مسيرته 38 نزالا، فاز في 35 وخسر في 3. فاز بالضربة القاضية في 12 نزالا.

## وصلات خارجية
- بولي أيالا على موقع بوكس ريك (الإنجليزية) (registration required)

- الموقع الرسمي